# Mur de Péguère
De mur de Péguère, ook col de Péguère is een bergpas in de Franse Pyreneeën. De bergpas is vooral bekend van wieleretappes in bijvoorbeeld de Ronde van Frankrijk.
De bergpas is gelegen in het departement Ariège in de regio Occitanië. De pas bevindt zich op de grens van de gemeenten Massat in het zuiden en Sentenac-de-Sérou in het noorden.
In 1973 werd de col vanuit de richting van Foix opgenomen in de route van de Ronde van Frankrijk, maar de renners protesteerden omdat de afdaling naar de D618 te gevaarlijk was. De route werd vervolgens aangepast. Later werd het wegdek vernieuwd.
In de 11e etappe van de Ronde van Frankrijk 2008 werd de top gepasseerd in de afdaling van de col de Portel. Er waren toen geen punten te verdienen.
In de 14e etappe van de Ronde van Frankrijk 2012 stond de mur de Péguère weer op het programma. Sandy Casar was de eerste renner die over de top kwam. De koers werd echter ontsierd doordat er spijkers op de weg waren gestrooid. Hierdoor reden er in het peloton meer dan 30 renners lek.
De lastige klim van de Péguère stond in de 13e etappe van de Tour in 2017 weer centraal. De uiteindelijke winnaar van de etappe, Warren Barguil, was dit keer als eerste boven. De renners reden daarna bergaf richting Foix. 
In 2019 was de Mur de Péguère de voorlaatste beklimming in de 15e etappe van de Tour. De Duitser Simon Geschke kwam als eerste boven, maar zijn Britse medevluchter Simon Yates zou de etappe winnen. 
De Mur de Péguère was in 2022 de laatste beklimming van de 16e etappe. De Canadees Hugo Houle reed de gehele beklimming alleen aan de leiding en zou de rit naar Foix winnend afsluiten.